# Amegilla cingulata
Amegilla cingulata es una especie de abeja de banda azul nativa de Australia. Actualmente, varias organizaciones científicas están investigando cómo A. cingulata beneficia a la agricultura a través de su distintiva polinización por zumbido. Estas abejas son muy importantes para la producción de alimentos y contribuyen al menos al 30% de la producción los cultivos en Australia.

## Taxonomía
Amegilla. cingulata fue descrita por primera vez por el entomólogo danés Johan cristiano Fabricius en 1775. Su epíteto concreto cingulata proviene de la palabra latina cingulum ("cinturón") en referencia a las bandas azules que presenta esta abeja en el abdomen. El género Amegilla contiene más de 250 otras especies, pero muchos son difíciles de distinguir, de modo que son fácilmente confundibles.

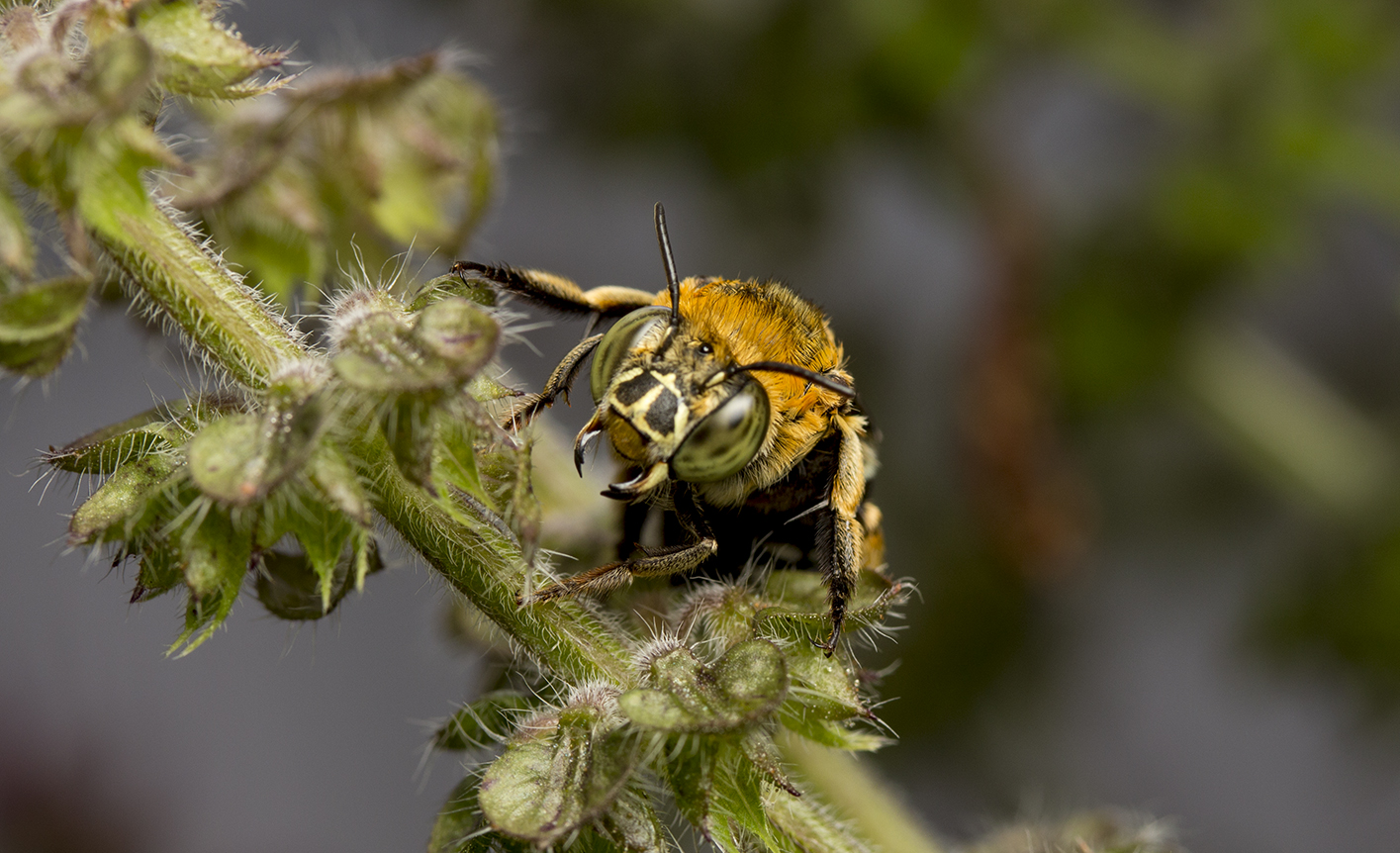
Hembra de abeja de banda azul, Amegilla cingulata

## Descripción
Amegilla cingulata tiene un aspecto muy llamativo, similar a muchas otras especies de Amegilla.  A diferencia de las abejas domésticas, presenta unas franjas azules con tonalidades pálidas opalescentes en su abdomen. El macho se distingue de la hembra por el número de bandas completas, teniendo cinco cuando las hembras presentan cuatro. En término medio Amegilla cingulata puede medir entre 10 y 12 milímetos. 

## Distribución y hábitat
Es nativa de Australia, también se ha descrito en Papúa Nueva Guinea, Indonesia, Timor Oriental, Malasia e India, pero también puede referirse a indentificaciones erróneas de especímenes de alguna especie similar como Amegilla zonata que vive en zonas tropicales y subtropicales. Estas abejas habitan en cascos urbanos, bosques, áreas boscosas, y brezales.  Es posible encontrarlas por toda Australia, con la excepción de Tasmania.

## Comportamiento
Amegilla cingulata puede picar pero no es tan agresiva como otras abejas. Se mueve de forma más rápida que otras especies de abejas. Los machos duermen aferrados a los tallos de las plantas durante la noche. Se trata de criaturas solitarias que no crean enjambres. Las hembras que habitan madrigueras en arcillas blandas, a diferencia de especies sociales como las abejas de miel, las cuales viven en grandes colonias.

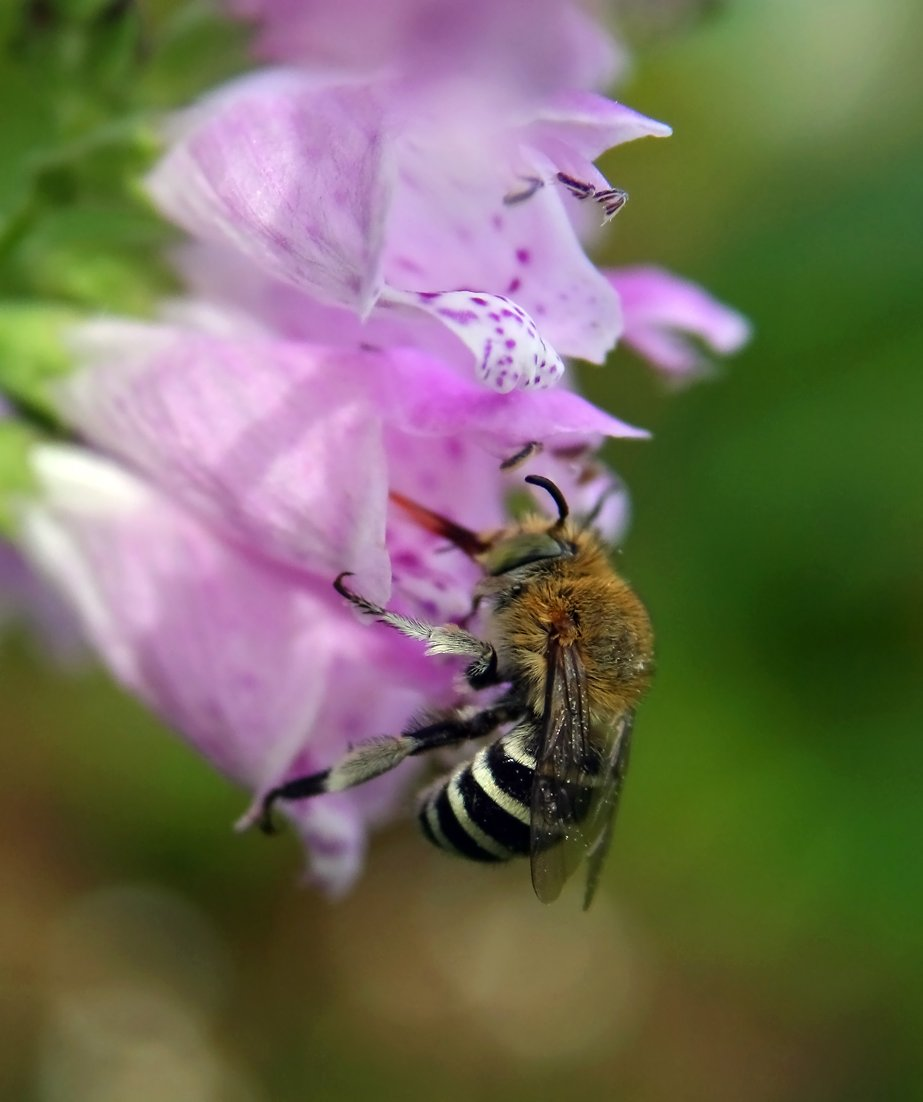
Amegilla cingulata macho.

### Alimentación
Recolecta la mayor parte de su néctar de flores azules, como Acanthus ilicifolius. Aunque otras investigaciones muestran que se alimenta también de Lambertia formosa, Grevillea buxifolia, así como de Abelia grandiflora y  de diferentes especies de espliego. También se alimenta de algunas otras flores no azules e introducidas como Salvia coccinea, Solanum lycopersicum y Solanum melongena y de algunos miembros de la familia Verbenaceae. Usa el método de polinización por zumbido o polinización vibratoria, que consiste en hacer vibrar las flores para que se desprenda el polen. Su zona de alimentación se restringe a unos 300 m alrededor de su nido y las hembras suelen hacer nueve vuelos al día. 

### Amenazas
Es depredada por muchos animales, incluyendo el sapo de caña, ranas y pájaros. Sus nidos son parasitados por la abeja cuco Thyreus nitidulus.
Actividad humana, como por ejemplo la limpieza de orillas de los ríos, puede amenazar el hábitat  de esta abeja.